# Naimon
Naimon (węg. Nagymon) – wieś w Rumunii, w okręgu Sălaj, w gminie Dobrin. W 2011 roku liczyła 88 mieszkańców.